# Blind Passager
Blind Passager er en stumfilm fra 1920 instrueret af Emanuel Gregers.